# Queda do Curtiss C-46 PP-BTH
A Queda do Curtiss C-46 PP-BTH ocorreu em 12 de agosto de 1965. Na queda da aeronave, nos arredores de Barra do Bugres, Mato Grosso, morreram todos os 9 passageiros e 4 tripulantes.

## Aeronave
Desenvolvido no início da década de 1940, o Curtiss C-46 "Commando" acabou sendo empregado como aeronave de transporte de cargas e tropas pela Força Aérea do Exército dos Estados Unidos. Ao final do conflito haviam mais de 3 mil aeronaves, acima das necessidades de transporte norte-americanas. Com isso, muitas aeronaves consideradas excedentes foram vendidas para companhias aéreas de carga e passageiros no mundo todo. 
A Paraense Transportes Aéreos operou 19 C-46 entre 1957 e 1970, quando a empresa foi fechada. A aeronave acidentada foi fabricada em 1944, tendo o número de série 30751. Foi importada para o Brasil no final dos anos 1940 e recebeu o registro provisório PP-XCT, sendo adquirido pelo Lóide Aéreo Nacional, registrado PP-LEO. Por motivo incerto, a aeronave teve seu registro alterado para PP-LDF. Em 1958, a aeronave foi vendida para a Paraense, sendo registrada PP-BTH. Até o momento do acidente possuía 27761 horas de voo, tendo passado por sua última grande reforma com 24650 horas. A última revisão dos motores foi realizada em 31 de julho de 1965.

## Acidente
A aeronave decolou às 7h21 (hora local) de Cuiabá com destino a Porto Velho. Quando sobrevoava Barra do Bugres, o Curtiss sofreu uma falha no motor esquerdo, que logo incendiou-se. Voando com apenas um motor, a aeronave perde altitude enquanto a tripulação tenta retornar para o aeroporto de Cuiabá. O incêndio no motor esquerdo se intensificou e danificou a asa da aeronave que acaba se separando da mesma, resultando numa falha estrutural fatal. Dois passageiros abrem uma das portas da aeronave e atiram-se da aeronave em chamas. Sem uma asa, a aeronave cai desgovernada às 8h nas proximidades de Barra do Bugres. Na queda, todos os passageiros e tripulantes morreram. 
A falta de recursos do estado de Mato Grosso fez com que o resgate dos corpos fosse demorado e feito de forma improvisada. Em Cuiabá, os funcionários do necrotério local não possuíam máscaras, tendo de usar algodões nas narinas para suportar o mau cheiro dos corpos. A Paraense levou 3 dias após o acidente para lançar uma nota oficial com a relação de tripulantes e passageiros.

## Investigações
As investigações do acidente ficaram a à cargo do Sistema de Investigação e Prevenção de Acidentes Aeronáuticos (SIPAER). Segundo o inquérito realizado, com base no destroços, ocorreu a ruptura dos parafusos do cilindro nº 8 do motor esquerdo que se soltou do bloco do motor, desencadeando uma desintegração do motor. Destroços do motor atingiram linhas de combustível da asa esquerda, lavrando um incêndio na mesma. Por uma falha do sistema de detecção de incêndio (cujos alertas na cabine eram compostos de antigas luzes vermelhas que ficavam ofuscadas pela claridade diurna), os extintores não foram acionados a tempo e o incêndio na asa causou uma fadiga de material, separando-se a mesma da fuselagem, tornando a aeronave ingovernável. 

## Consequências
Segundo pilotos de C-46 da época, a aeronave tinha um desempenho extremamente sofrível em voo monomotor, ocasionando quase sempre em queda da mesma. Pilotos do consórcio REAL-Aerovias batizaram os C-46 (que possuíam pintura metálica e verde) de "melancias voadoras". 
Até aquele momento, o acidente com o PP-BTH era o 9º ocorrido com um C-46 da Paraense no período compreendido entre 1958-1965. A precariedade da manutenção da empresa ainda ocasionou outros acidentes, culminando com o fechamento da empresa por ordem federal em 1970.